# Eikers prosteri

Prosterier i Tunsbergs stift. Det blåa området på kartan är Eikers prosteri.

Eikers prosteri (norska: Eiker prosti) är ett kontrakt (prosteri, norska: prosti) i Tunsbergs stift inom Norska kyrkan. Kontraktet omfattar kommunerna Krødsherad, Modum, Sigdal och Øvre Eiker i Buskerud fylke i södra Norge.

## Socknar
Eikers prosteri består av åtta socknar (norska: sokn eller sogn) inom fyra kyrkliga samfälligheter (norska: kirkelige fellesråd), motsvarande kommunerna:

### Krødsherads kyrkliga samfällighet
- Krødsherads socken

### Modums kyrkliga samfällighet
- Modums socken

### Sigdals kyrkliga samfällighet
- Eggedals socken
- Sigdals socken

### Øvre Eikers kyrkliga samfällighet
- Bakke socken
- Fiskums socken
- Haugs socken
- Vestfossens socken